# Морская крепость Императора Петра Великого
Морская крепость Императора Петра Великого — комплекс береговых оборонительных сооружений для защиты побережья и акватории Балтийского моря, принадлежавших Российской империи и возводившийся в 1911—1917 годах. Расположен на обоих берегах Финского залива и на Моонзундском архипелаге, состоял из мощных береговых укреплений, глубоко эшелонированной обороны на сухопутном фронте усиленной бетонными  блиндажами, бетонными ротными убежищами соединенными между собой подземными туннелями а так же фортифицированных островов, огромных минных заграждений в море. Приморский и сухопутный фронт был вооружен орудиями калибра до 305 мм, строились установки на 356 мм. 
Морская крепость Императора Петра Великого является самой большой морской крепостью в мире, и может считаться одним из мега проектов Николая II и Российской империи. 
81 объект Морской крепости Императора Петра Великого, расположенный на территории Эстонии, внесён в Регистр памятников культуры Эстонии как памятник архитектуры.

Схема обороны Финского и Рижского заливов, 1917

## История крепости
К началу XX столетия у России на Балтике было пять действующих приморских крепостей: Выборг, Свеаборг, Усть-Двинск, Кронштадт и Либава. Однако ещё в 80-х годах XIX века, в связи с появлением у России броненосного флота, а также в связи с изменением политической ситуации на Балтике (появился новый противник на море в лице Германии), перед Морским министерством встал вопрос о выборе новой базы для флота. Рассматривались, главным образом, два варианта: Моонзунд и Либава. Вопреки тому, что большинство специалистов, включая морского министра адмирала И. А. Шестакова, высказались в пользу Моонзунда, продолжительная болезнь и ранняя кончина Шестакова позволили одержать верх сторонникам обустройства базы флота в Либаве во главе с товарищем морского министра вице-адмиралом Н. М. Чихачёвым и военным министром П. С. Ванновским.
В начале XX столетия, когда преимущество морских сил Германии перед Балтийским флотом стало очевидным, Военное и Морское министерство Российской империи стали пересматривать планы ведения военных действий, исходя из предположения, что главной целью германского флота в случае войны будет Санкт-Петербург. Возникла необходимость создания сильной приморской оборонительной позиции, которая смогла бы компенсировать слабость флота. Опыт Порт-Артура подтвердил важное значение для обороны крепости передовых фортов, и в 1909 году началось строительство двух новых береговых фортов Кронштадтской крепости: Николаевского на северном берегу Финского залива, и Алексеевского — на южном. Расположение передовой оборонительной позиции выбиралось из трёх вариантов: меридиан острова Гогланд, линия Нарген-Поркалауд, линия Гангэ-Оденхольм. По ряду соображений предпочтение было отдано второму варианту, при этом в Ревеле предполагалось создать оперативную базу флота, а в Абоских шхерах и Моонзунде оборудовать стоянки для подводных лодок и миноносцев. Соответственно, передовая позиция получила название Ревель-Поркалаудской. Причиной расположения позиции именно в этом месте стал тот факт, что по линии Ревель-Поркалауд проходит самое узкое место Финского залива. Таким образом, взяв её под контроль, было легче всего не допустить противника на территорию залива.
Поскольку министр финансов В. Н. Коковцов не счёл желательным выходить в Государственную Думу с представлением о новых кредитах, премьер-министр П. А. Столыпин распорядился финансировать строительство из денег, уже выделенных на 10-летнюю программу усиления обороны государства. Поэтому начало работ было отодвинуто на 1911 год. Изыскательскими и проектными работами занималось Военное ведомство без привлечения военно-морских специалистов, поэтому требованиям фортификации уделялось гораздо больше внимания, чем требованиям маскировки.
5 июня 1912 года военный министр В. А. Сухомлинов утвердил окончательный проект Ревельско-Поркалаудской позиции, составленный начальником инженеров Выборгской крепости полковником В. И. Щегловым и начальником артиллерии Кронштадтской крепости генерал-майором А. А. Маниковским. Общая стоимость работ на приморском фронте составляла около 55 млн рублей, а проектирование сухопутного фронта было решено отложить.
В 1916−1917 годах в Ревеле для базирования разведовательных самолётов был построен гидроаэропорт(лётная гавань).

## Командование крепости

### Коменданты
- 1913—4.04.1917 — вице-адмирал Герасимов, Александр Михайлович
- 22.03.1917—? — вр. и. д. контр-адмирал Лесков, Пётр Николаевич
- 20.11.1917—23.02.1918 — генерал-майор Изместьев, Пётр Иванович

### Начальники штаба
- 07.12.1915—26.04.1917 — капитан 1-го ранга (с 06.12.1916 контр-адмирал) Любинский, Владимир Александрович

## Галерея

Сооружения Морской крепости Императора Петра Великого
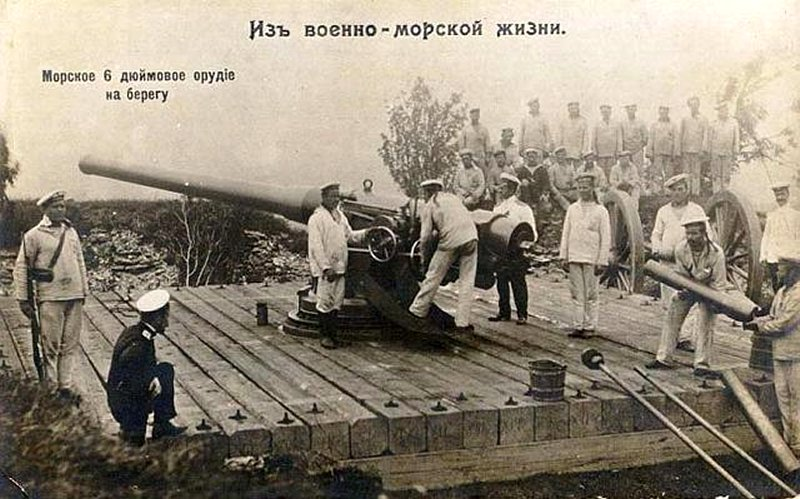
Открытая морская батарея с 152-мм орудием Канэ на деревянной платформе (1916—1917)
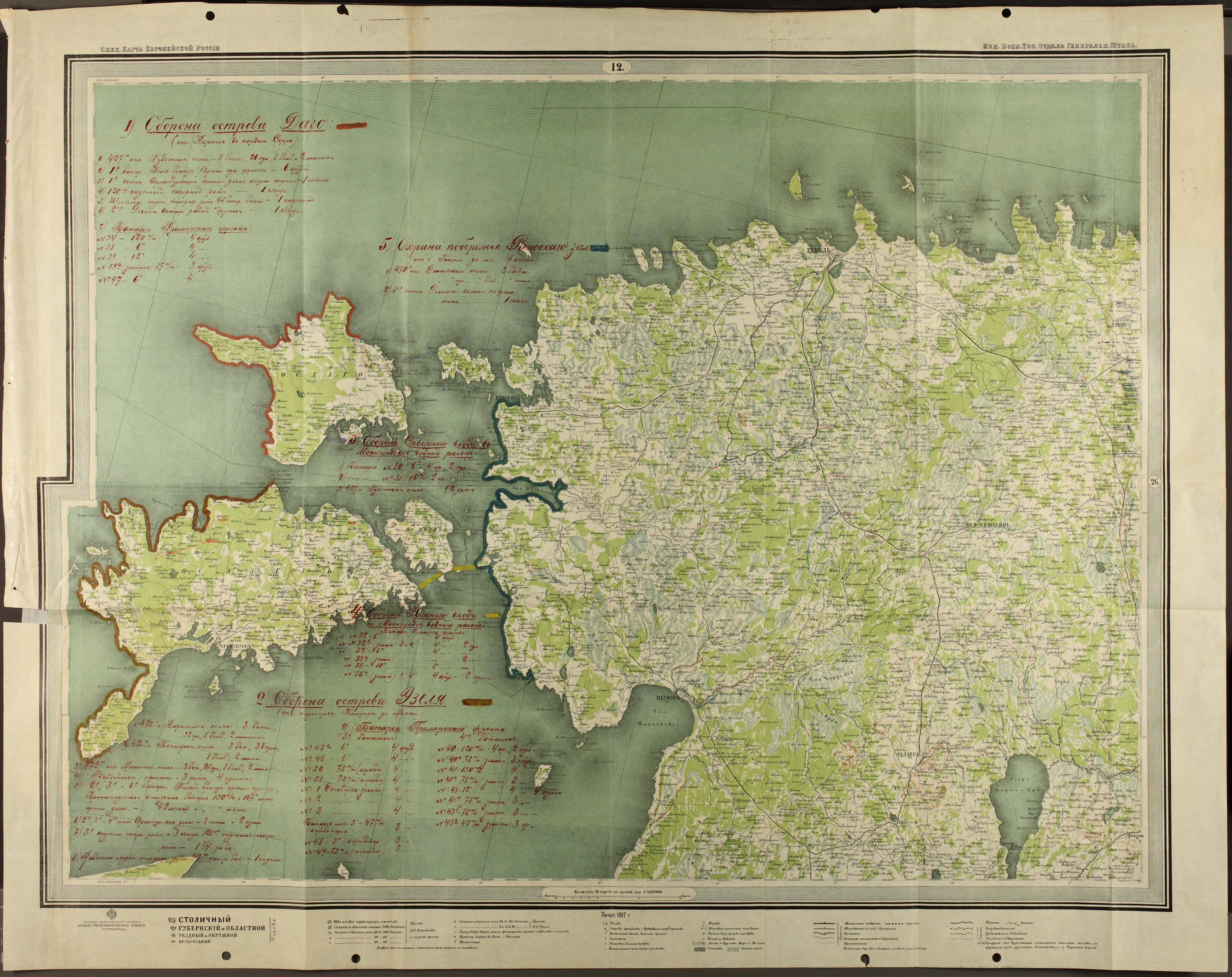
Моонзундская позиция
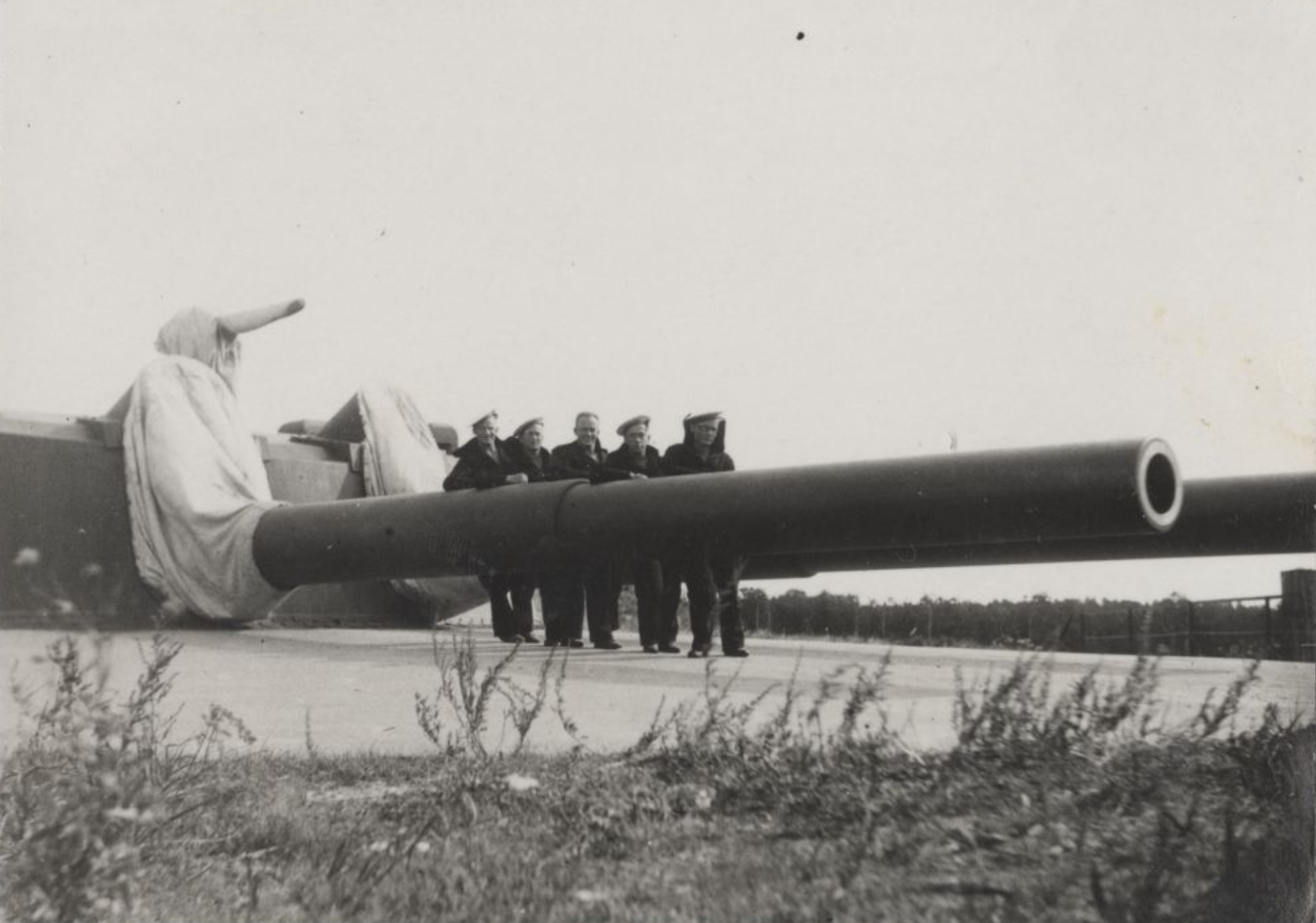
12-дюймовая береговая батарея на острове Аэгна в 1934 году
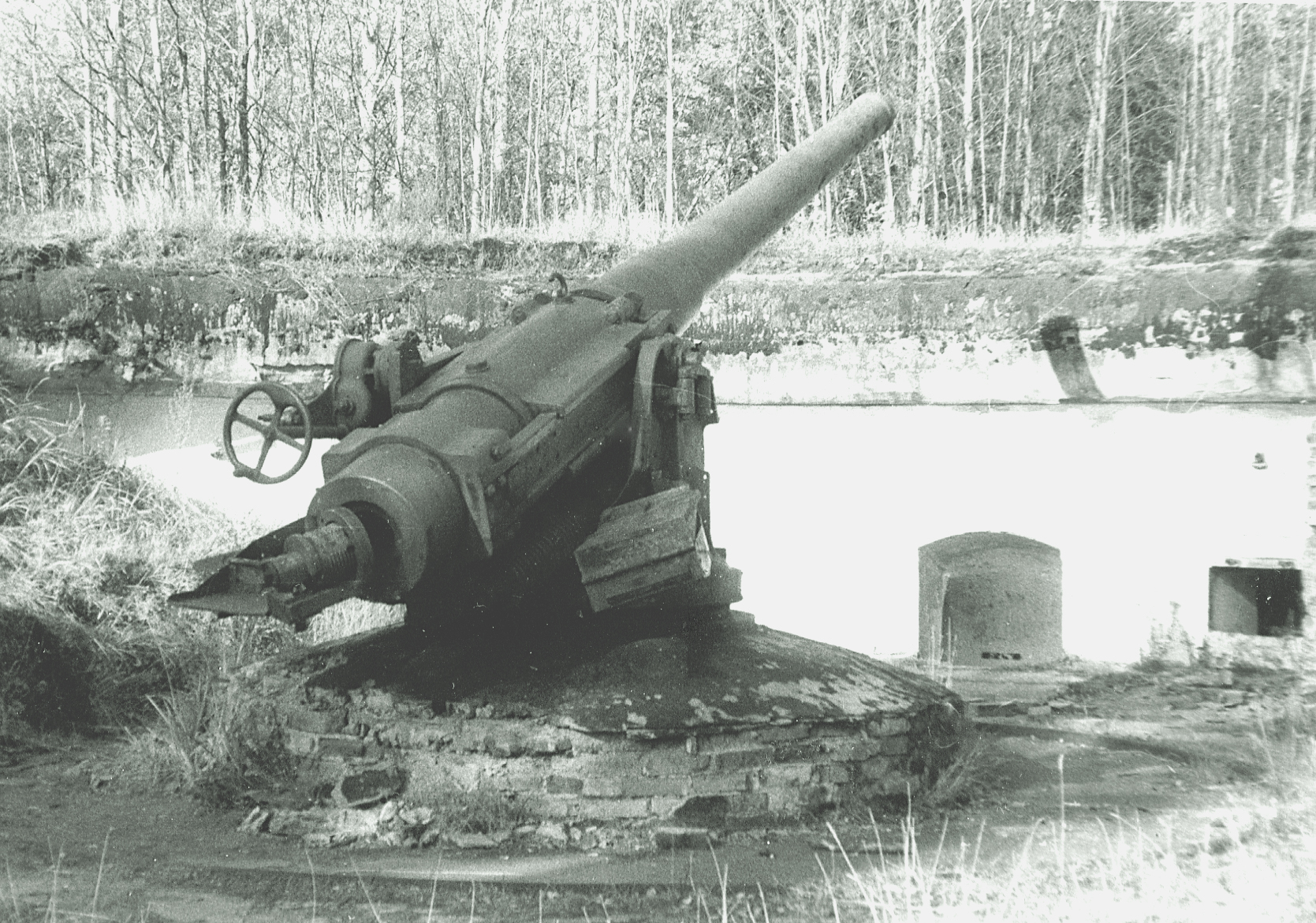
152-мм пушка Канэ, Форт «Красная Горка», южный берег Финского залива
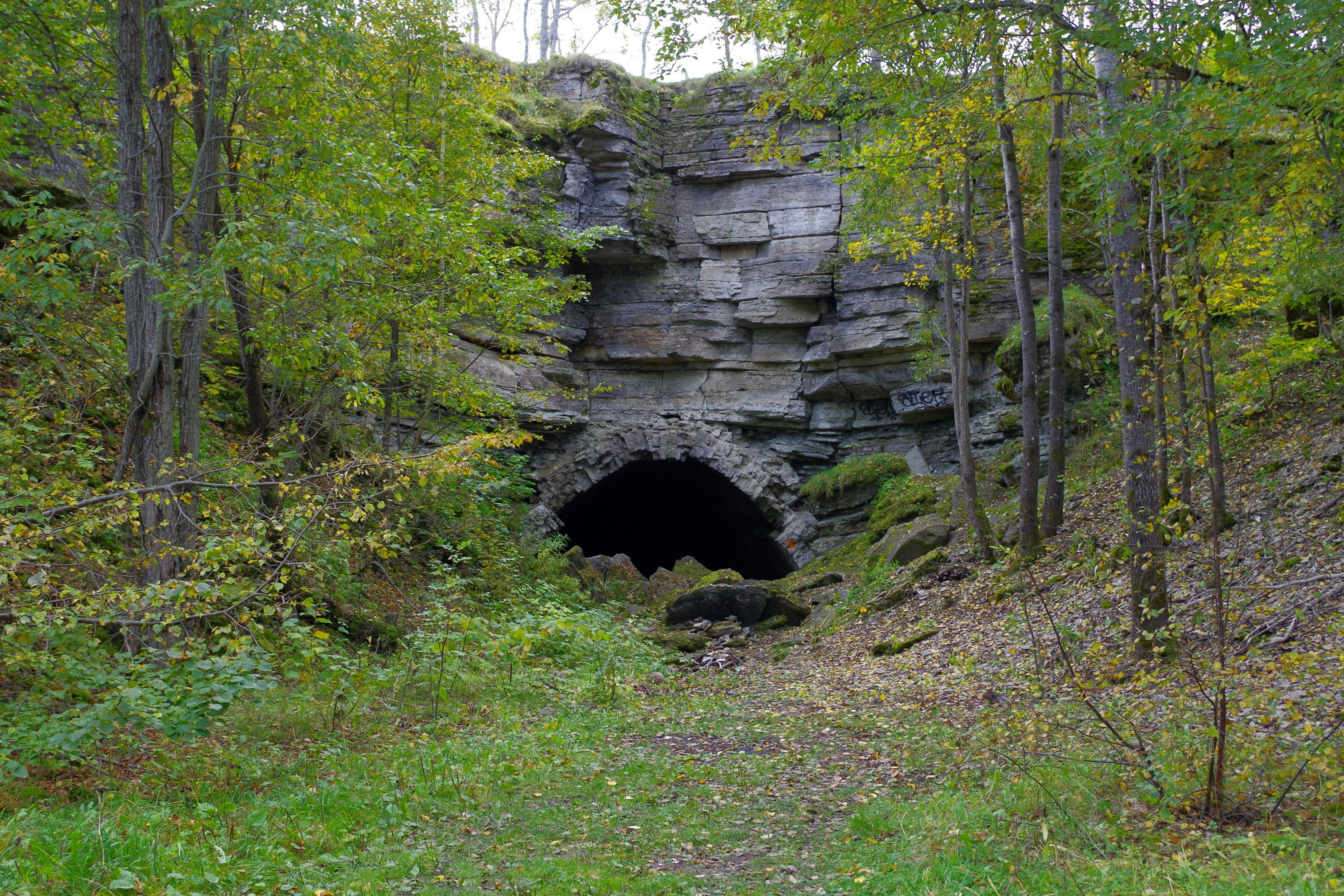
Оружейные склады в глинте в Астангу, Эстония (1917)
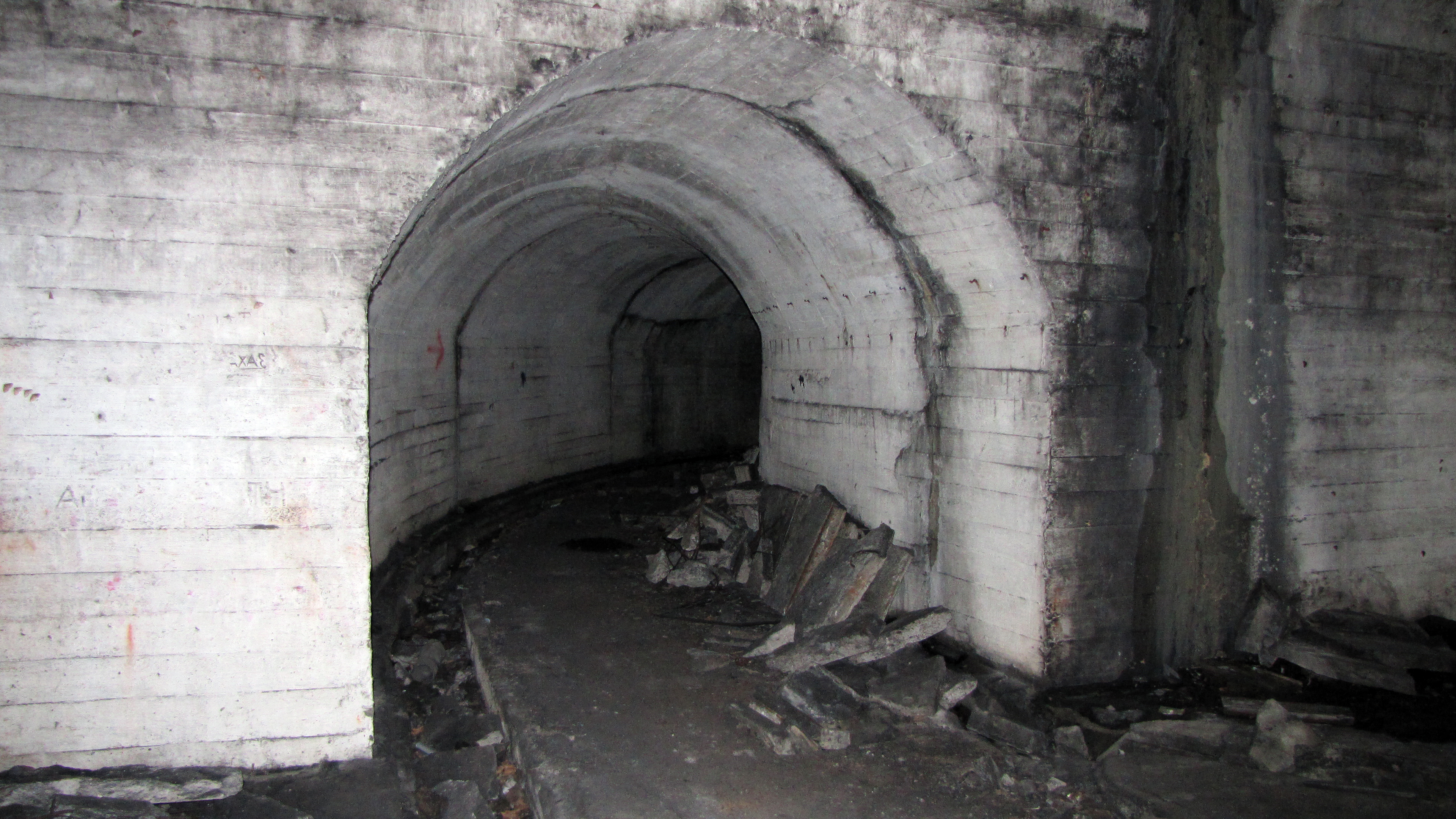
Оружейные склады в глинте в Астангу изнутри
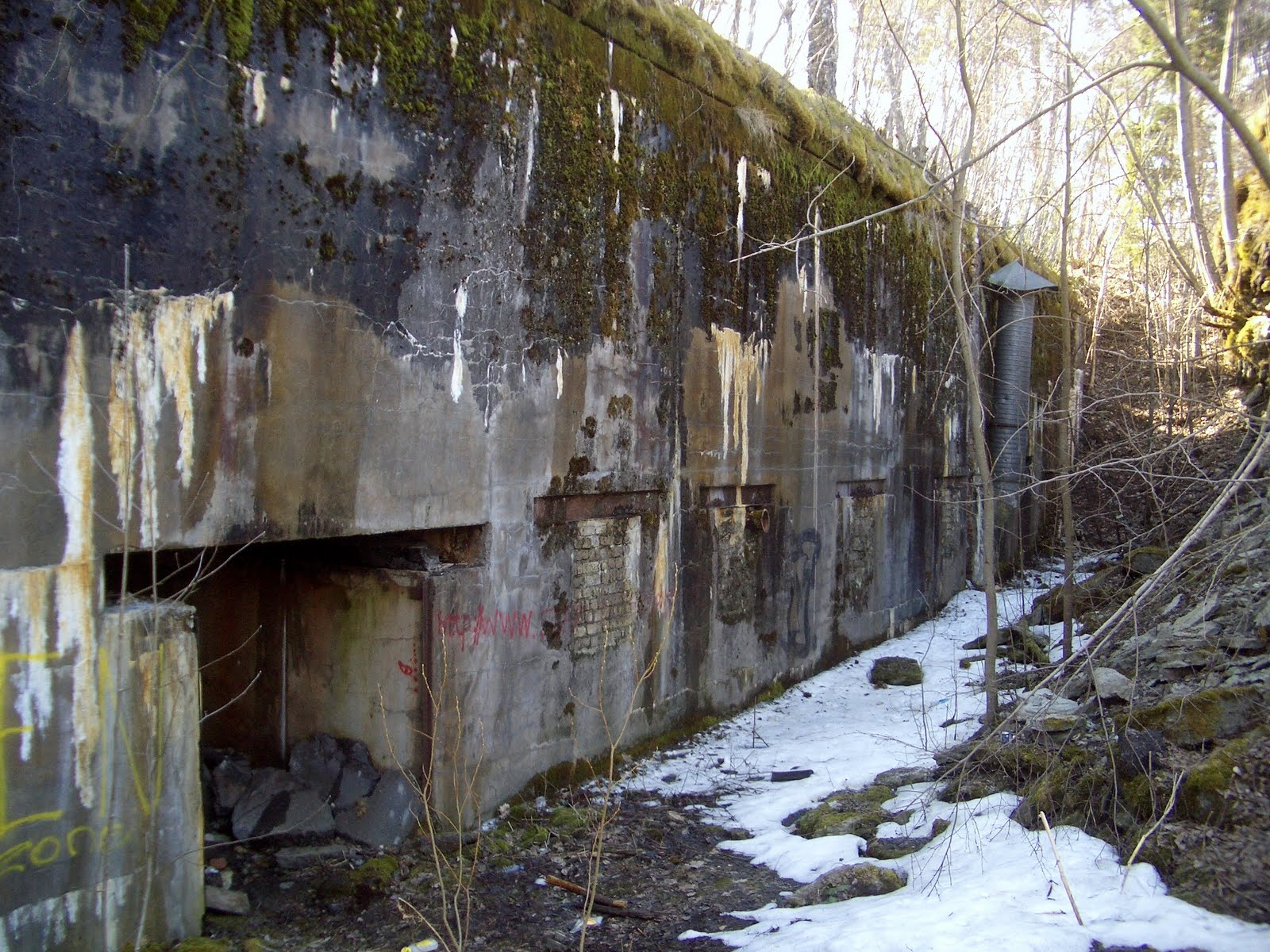
Офицерский бункер в деревне Вити, Эстония (1913—1917)
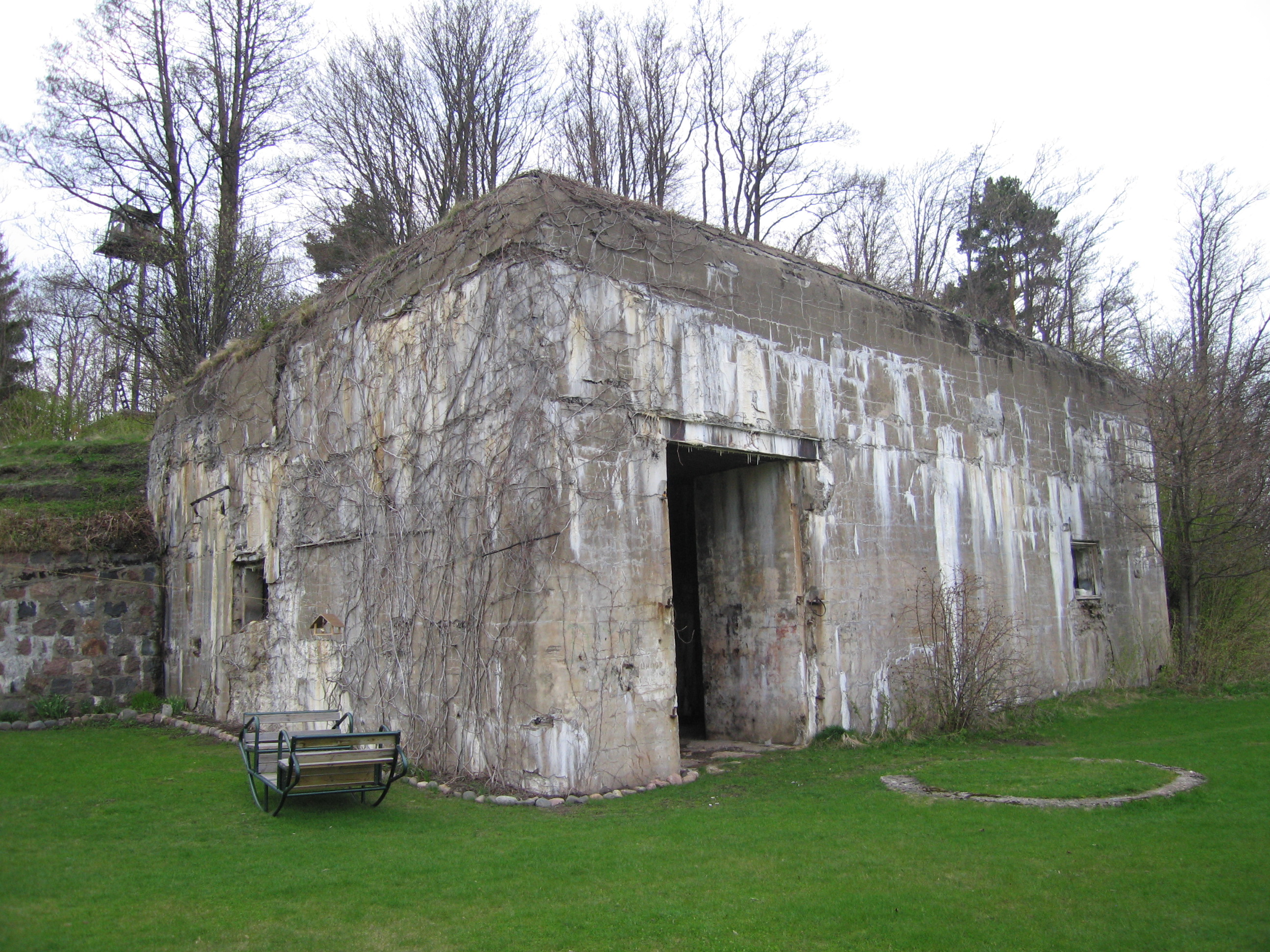
Электростанция в Суурупи, Эстония (1917)
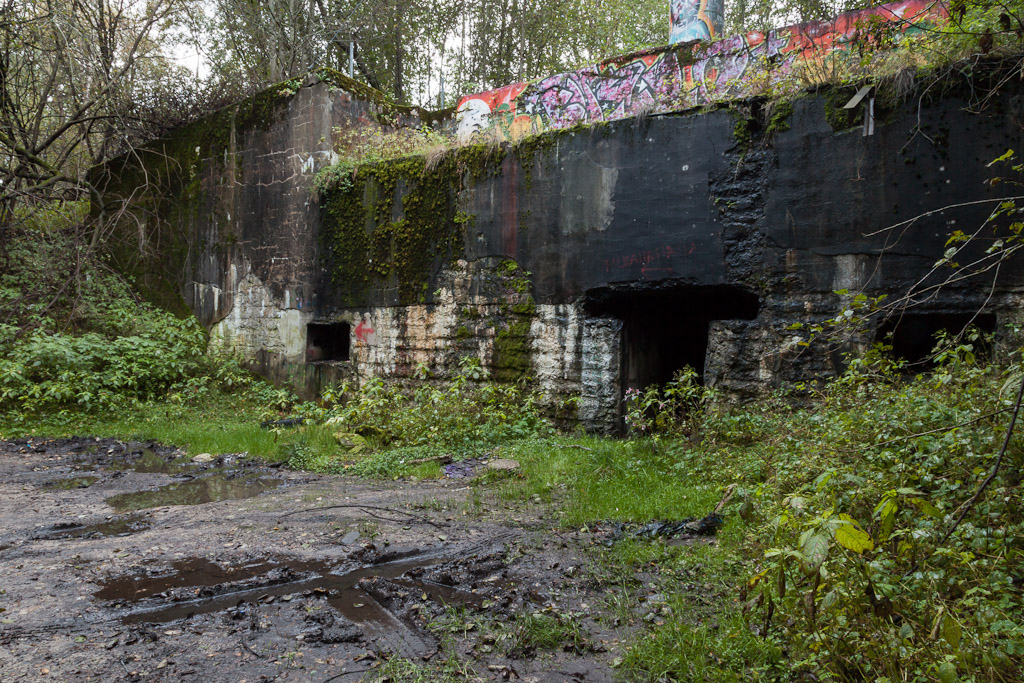
Командный пункт батареи № 4 в Какумяэ, Эстония (1916)
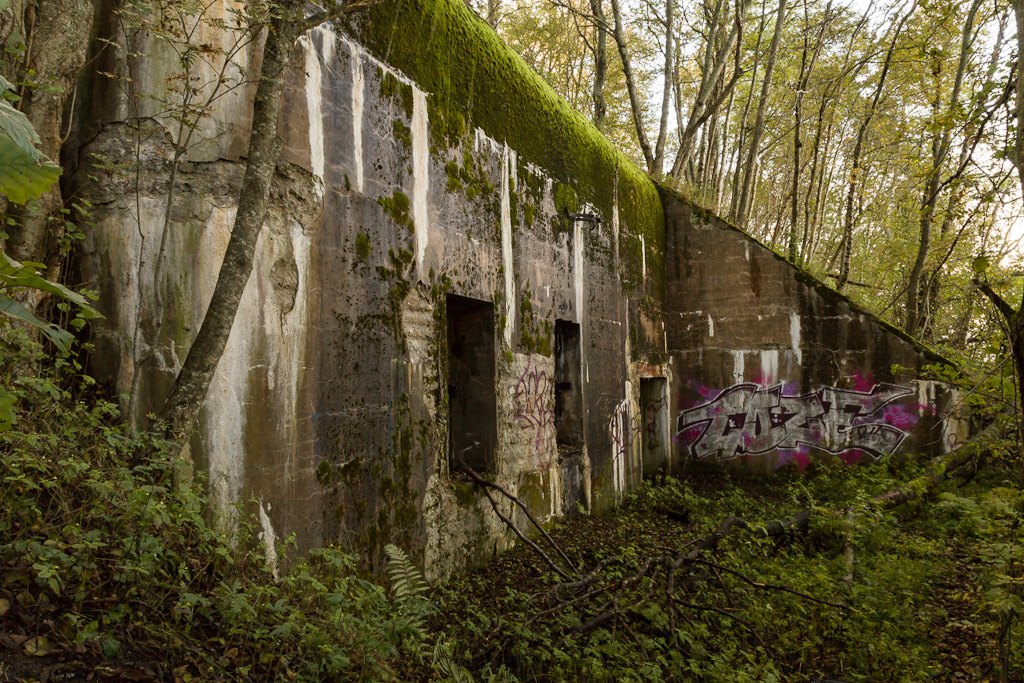
Электростанция батареи № 4 в Какумяэ, Эстония (1916)
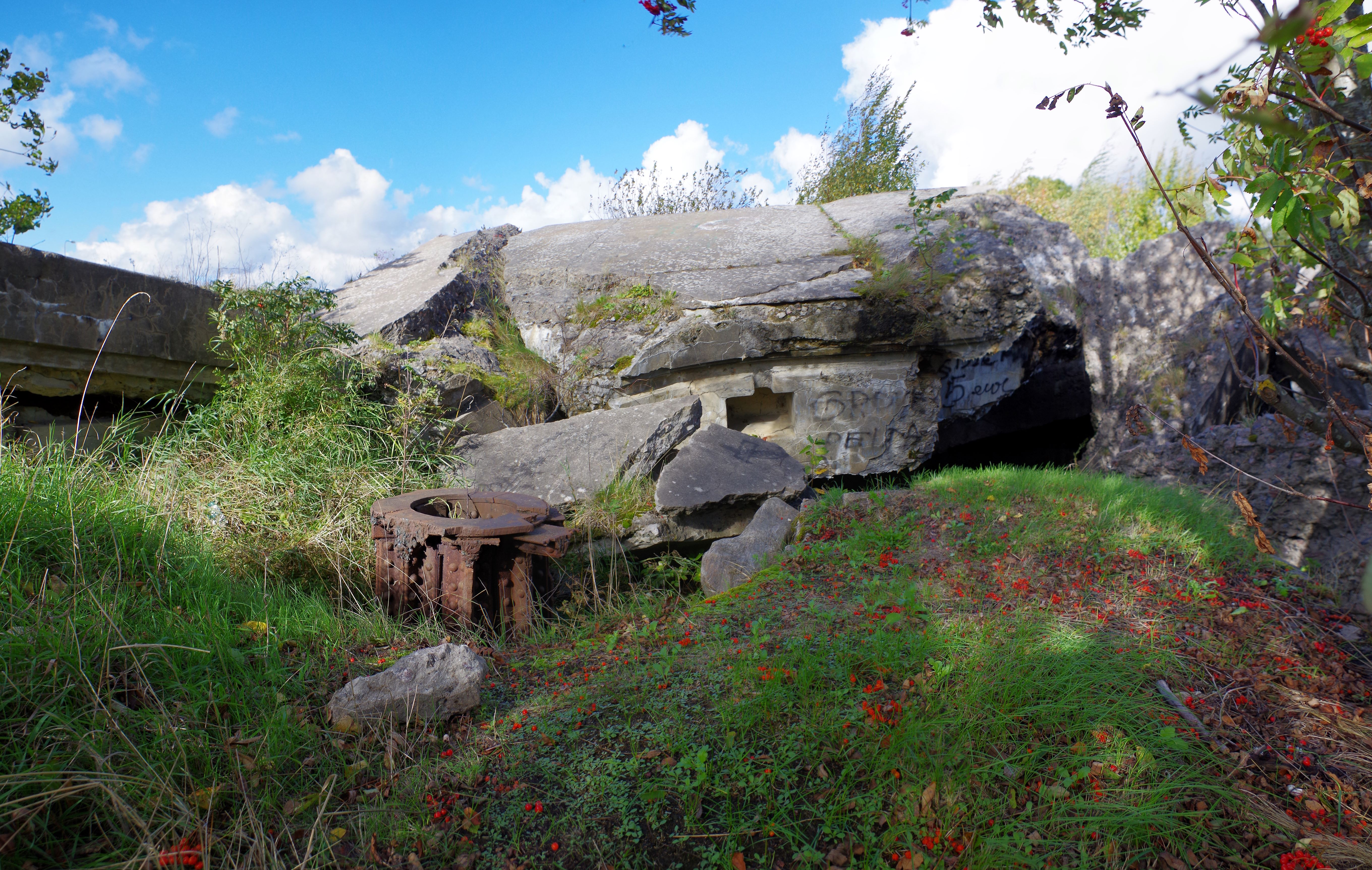
Батарея № 13 в Виймси, Эстония (1915)
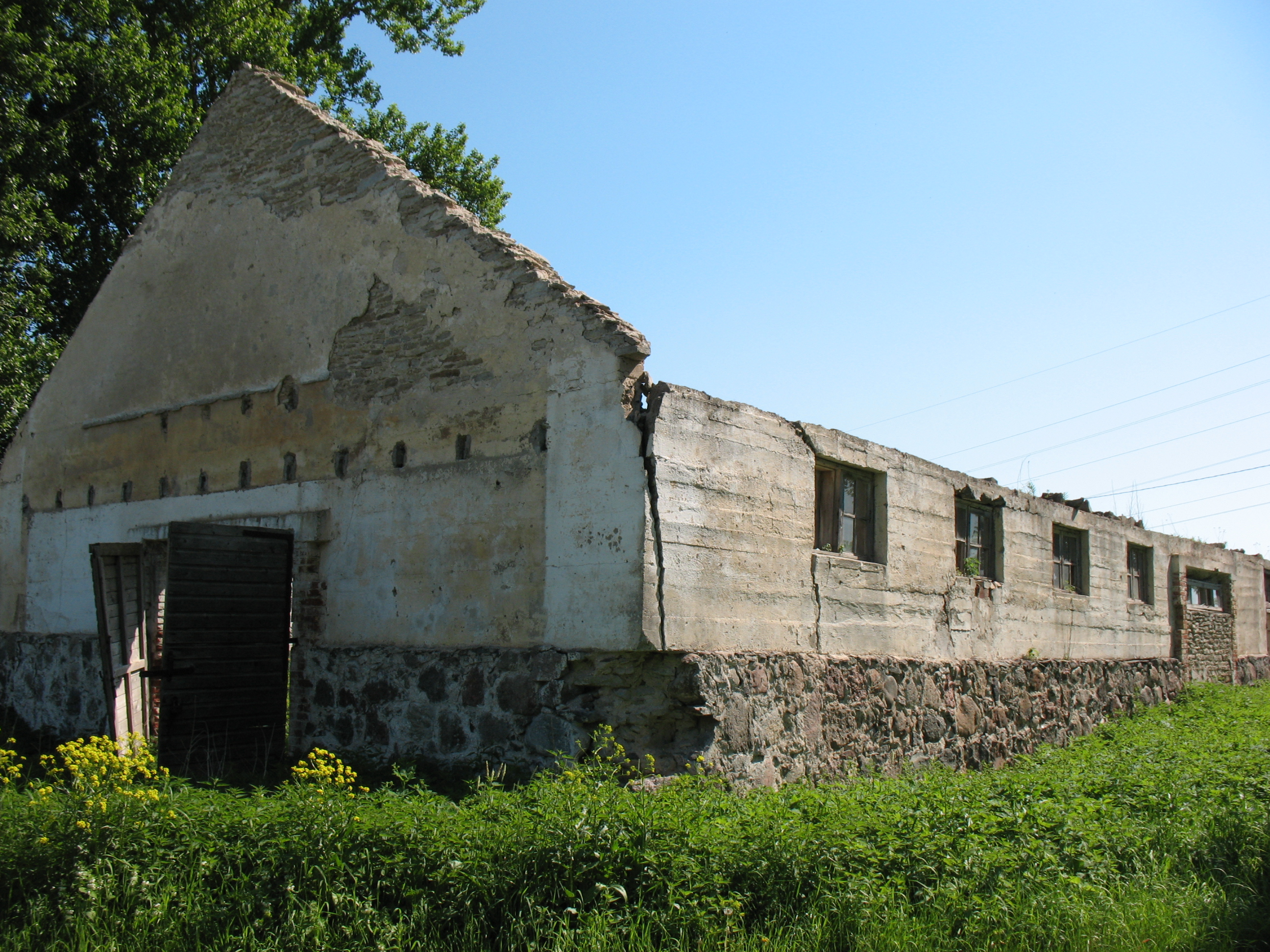
Казарма в военном городке, Харку, Эстония (1913)
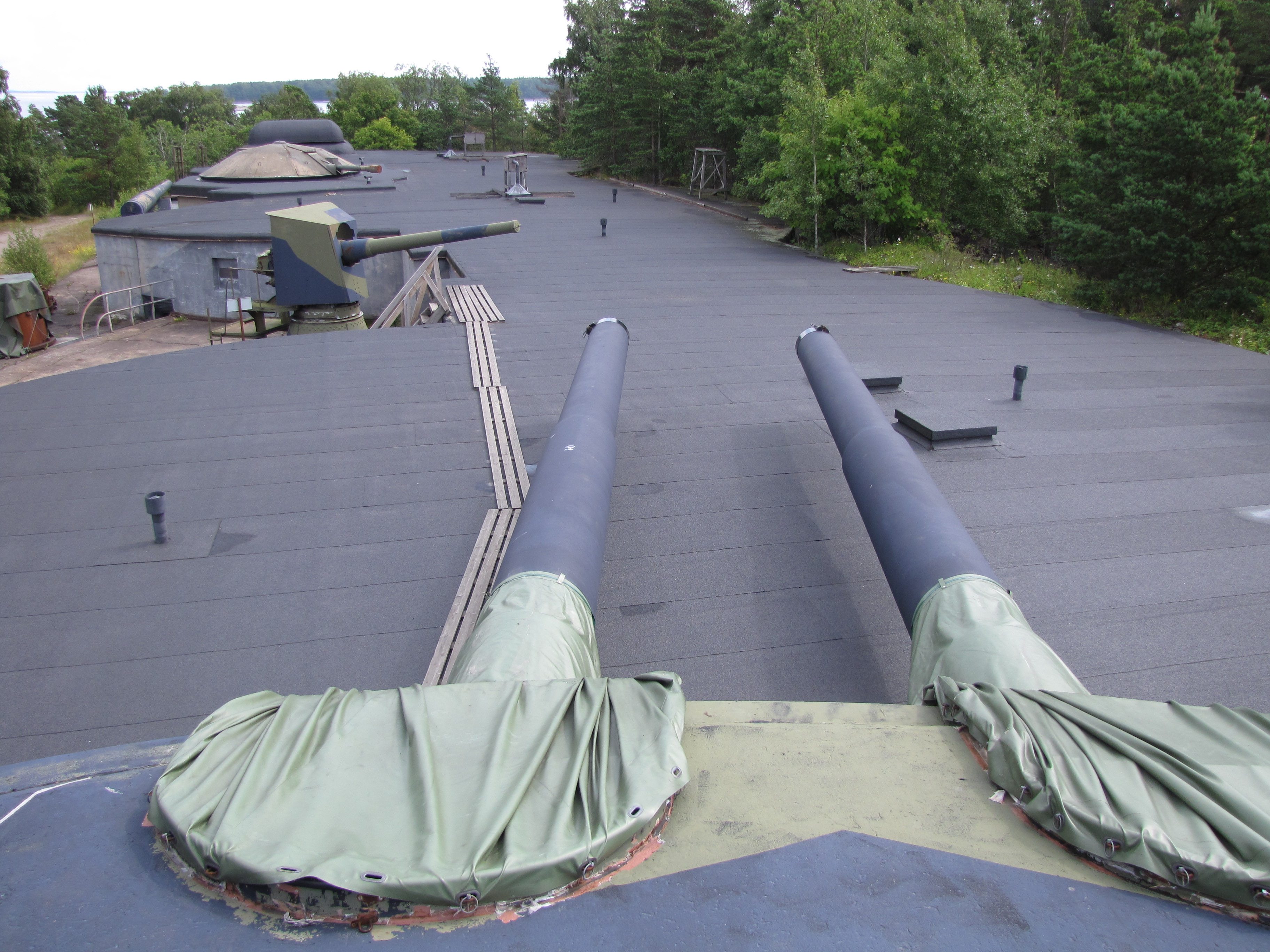
Форт на острове Куйвасаари, Финляндия[3], Финляндия
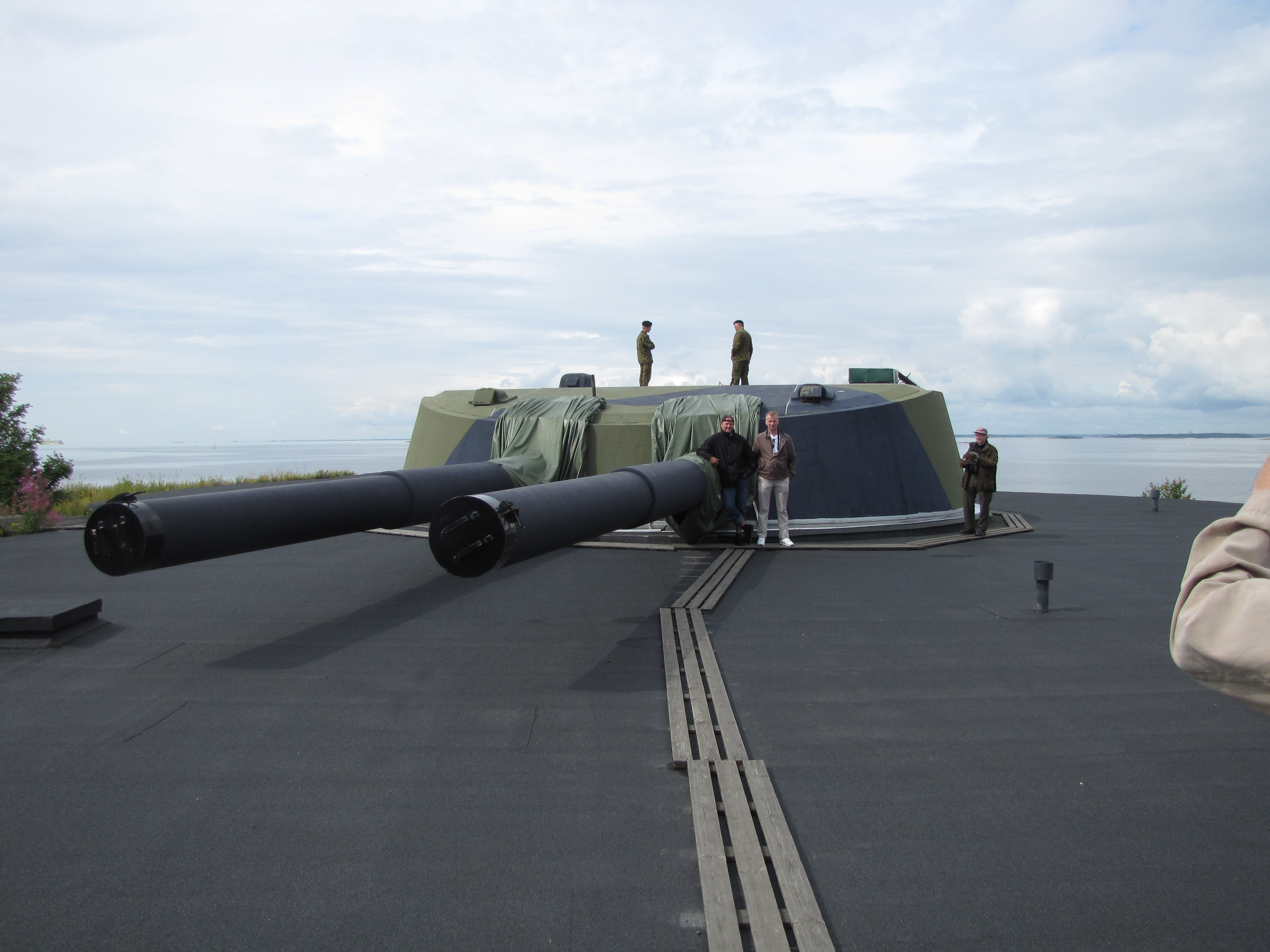
Форт на острове Куйвасаари[3], Финляндия. 12"/52 пушка Обуховского завода

## В кинематографе
- Легенда о Крепости (Legend Of The Fort) — готовящийся к выходу документальный фильм о Морской Крепости Императора Петра Великого